# M71 (amas globulaire)
Pour les articles homonymes, voir M71.
M71 (NGC 6838) est un amas globulaire situé dans la constellation de la Flèche à environ 13 050 a.l. (4,0 kpc) du Soleil et à 21 850 a.l. (6,7 kpc) du centre de la Voie lactée.

## Histoire
L'astronome suisse Jean Philippe Loys de Cheseaux a découvert Messier 71 en 1745,. Il a été indépendamment découvert par Johann Gottfried Koehler entre 1772 et 1779 et par Pierre Méchain le 28 juin 1780. Charles Messier a observé l'amas le 4 octobre 1780 et il l'a inscrit comme la 71e entrée de son célèbre catalogue.
Caroline Herschel a observé l'amas le 23 juillet 1783 ainsi que l'amas globulaire M14 et la nébuleuse planétaire de l'Haltère (M27). Cette nuit-là, elle a aussi découvert l'amas ouvert NGC 6866. William Herschel a observé l'amas à quatre reprises. Lors de sa première observation, en 1794, il a noté qu'avec un télescope de 7 pieds (la longueur focale, environ 210 cm) entre 120 et 160 étoiles devenaient à peine visible. Il est donc le premier à avoir résolu les étoiles de M71.
John Herschel a observé l'amas à trois occasions. Le 24 aout 1827, il a noté que les magnitudes des étoiles allaient de 11 à 16, la plupart étant condensé dans un diamètre de 3 ' formant une figure triangulaire. En aout 1831, il a observé l'amas à deux reprises. Le 8 aout, il a noté que la forme de l'amas était irrégulière, graduellement plus brillant vers le centre et occupant un espace de 3 ' à 4 '. Il l'a inscrit dans son catalogue sous la désignation GC 4520.
L'amas a ensuite été observé par Charles Piazzi Smyth en juillet 1836. John Dreyer a observé l'amas en le décrivant comme très vaste, très riche, passablement compressé et dont les étoiles se situent entre la 11 et la 14e magnitude. Il l'a inscrit dans son New General Catalogue sous la désignation NGC 6838.
Une photographie de l'amas a été réalisée par Heber Doust Curtis et elle a été publiée en 1918 dans le livre « Descriptions of 762 Nebulae and Clusters Photographed with the Crossley Reflector ». Il l'a décrit comme un amas globulaire plutôt dispersé.
Avec toutes ces descriptions, il est curieux que la classification de M71 en tant qu'amas globulaire soit restée douteuse. Plusieurs astronomes pensaient qu'il s'agissait d'un amas ouvert très dense semblable à l'amas du Canard Sauvage (M11). Robert Jules Trumpler, ainsi que Harlow Shapley, lui a attribué le type g, lettre qu'il utilisait pour les amas ouverts plus denses. En 1943, James Cuffey (en) pensait qu'il ressemblait à un amas globulaire peu dense, mais après avoir réalisé un diagramme couleur-couleur en 1959, il considéra celui-ci comme plus proche d'un amas ouvert. Malgré tout, il existe aujourd'hui un certain consensus pour considérer M71 comme un amas globulaire faiblement concentré.

## Observation
Avec une magnitude visuelle de 6,1, cet amas est presque visible à l'œil nu. On peut cependant l'observer aisément avec des jumelles ou encore avec un petit télescope.

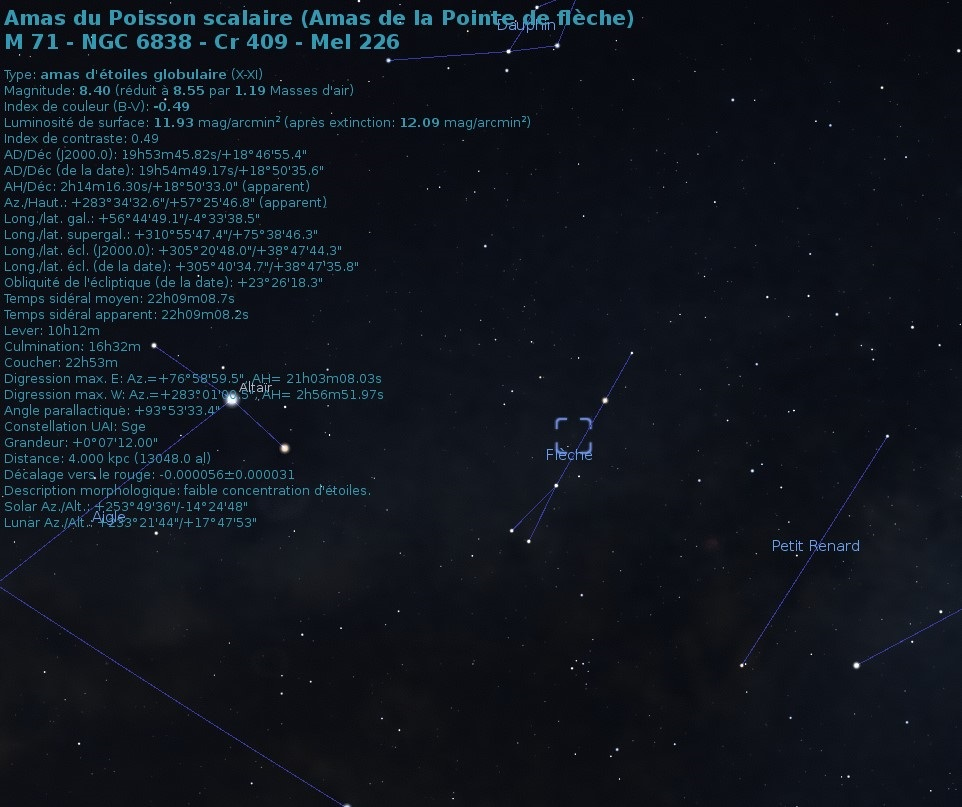
Localisation de Messier 71 dans la constellation du Flèche et données du logiciel Stellarium.

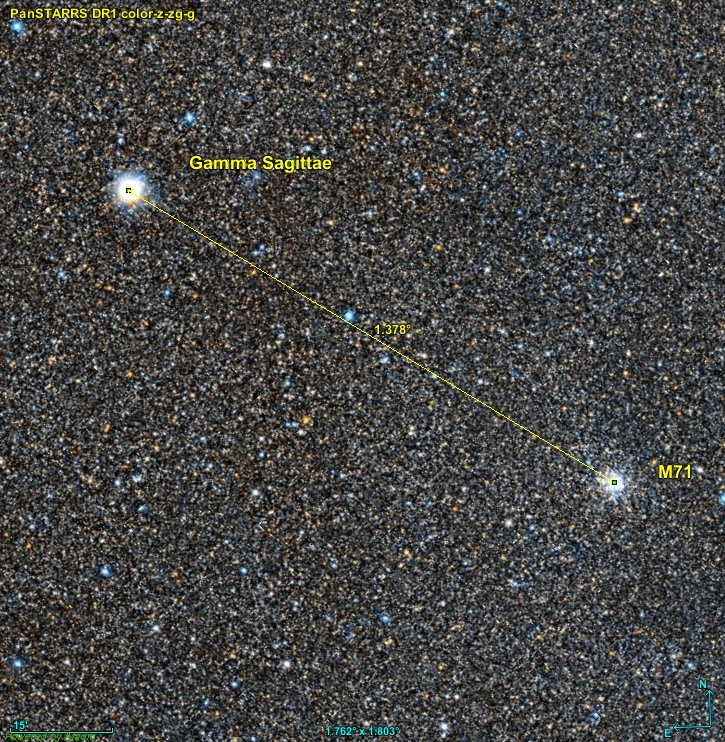
M71 en compagnie de l'étoile Gamma Sagittae.

M71 est situé à 1,4° au sud-ouest de l'étoile Gamma Sagittae, une géante rouge de magnitude égale à 3,5 et donc facilement visible à l'œil nu.

## Caractéristiques

### Classe
La classe de concentration Shapley-Sawyer de M71 est XI,, ce qui signifie que l'amas est très déconcentré vers le centre. Cette classe correspond d'ailleurs aux observations historiques de l'amas.

### Vitesse, distance et taille
Selon de récentes mesures effectuées par le satellite Gaia, la vitesse radiale héliocentrique de cet amas est égale à −22,5 ± 0,2 km/s et −22,5 ± 0,2 km/s. La base de données Simbad indique aussi deux autres valeurs de la vitesse, soit −22,50 km/s ainsi que  −80 km/s d'une publication de l'année 1953. William W. Harris indique une vitesse semblable, soit −22,8 ± 0,2 km/s.
La base de données Simbad indique une seule distance pour M71, soit environ 0,004 Mpc (∼13 000 al) et celle inscrite sur le site de l'Observatoire de Paris est de  13,0 kal. Ces distances sont semblables à celle donnée par Harris.
Si on admet une distance d'environ 13,05 kpc et une taille comprise entre 6,9' et 7,2',, un calcul simple montre que sa taille réelle est d'environ 87 ± 2 al.

### Métallicité, masse et âge
La métallicité indiquée par Forbes est -0,73. Boyles et Harris indique une valeur -0,78,. La base de données Simbad rapporte sept valeurs de la métallicité comprises entre -0,530 et -0,81. Une métallicité comprise entre -0,530 et -0,81 signifie que la concentration en éléments lourds (plus lourd que l'hélium) de M71 est comprise entre 15% ((10-0,81) et 30% ((10-0,53)de celle du Soleil.
Après le Big Bang, l'Univers étant surtout composé d'hydrogène et d'hélium, la métallicité était pratiquement nulle. L'univers s'est progressivement enrichi en métaux (éléments plus lourds que l'hélium) grâce à la synthèse de ceux-ci dans le cœur des étoiles. La métallicité des amas du halo de la Voie lactée varie d'un centième (1%) à un dixième (10%) de la métallicité solaire, ce qui signifie que ces amas se décomposent en deux sous-groupes, les relativement jeunes et les vieux. Selon sa métallicité, M71 serait donc un amas parmi les plus riches en métaux et seul M69 présente une métallicité aussi forte. Comme pour M69, il semble que la forte métallicité de M71 soit en relation avec le peu d'étoiles variables de type RR Lyrae. Comme M69, M71 pourrait n'en contenir aucune, avec un total de seulement huit variables connues.
Forbes indique un âge de 13,7 milliards d'années. Une étude basée sur le point de sortie de la séquence principale parue en 2015 suggère un âge égal 12 ± 2 Ga.

## Galerie

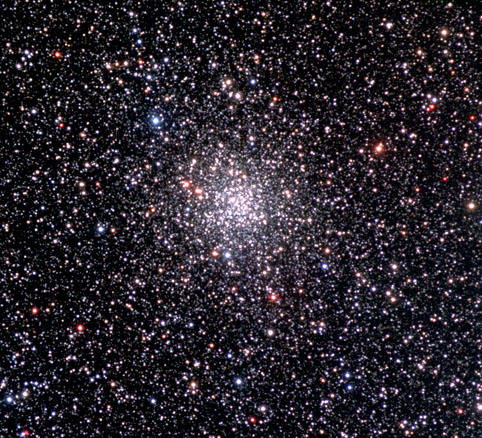
Till Credner und Sven Kohle, Calar Alto Observatory.
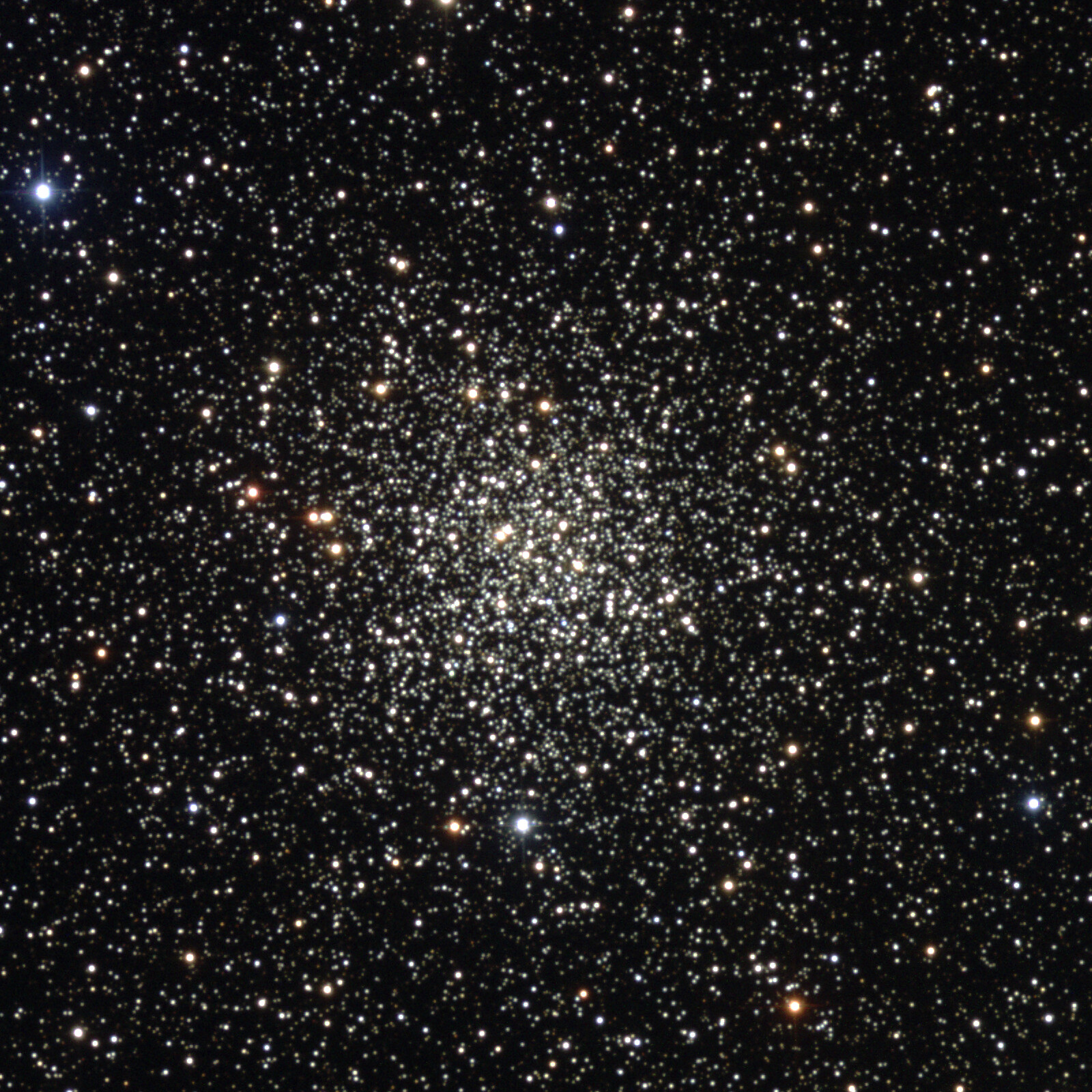
M71 en lumière visible par le NOAO.
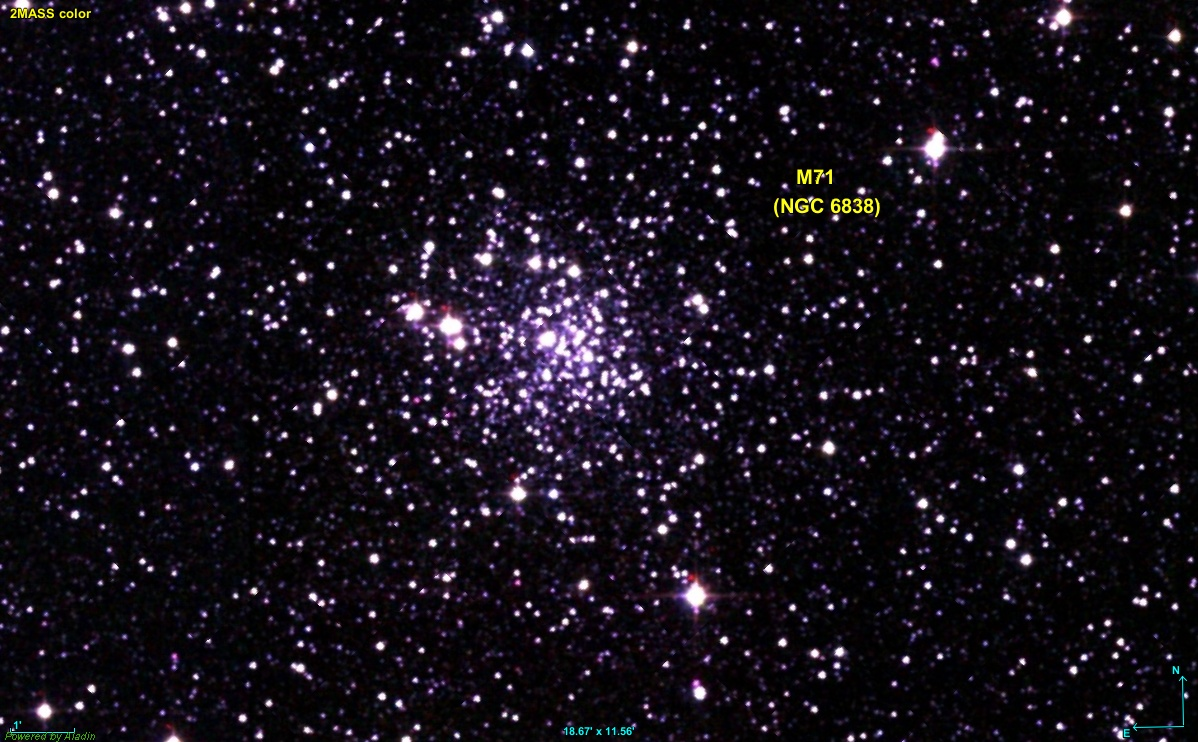
M71 en infrarouge par le relevé 2MASS.
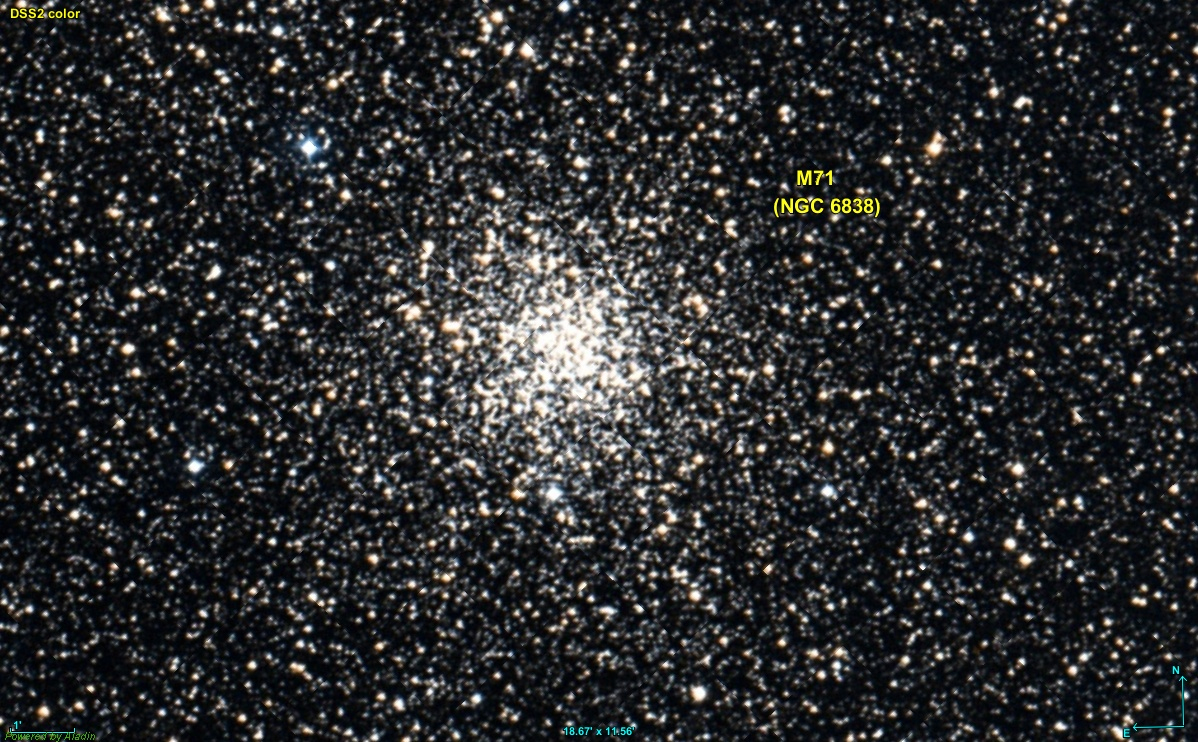
M71 en lumière visible par le relevé DSS.